# (1036) Ganymède
Pour les articles homonymes, voir Ganymède (homonymie).
(1036) Ganymède, internationalement (1036) Ganymed, est le plus grand des astéroïdes géocroiseurs connus, il fait environ 32 à 34 km de diamètre. Il a été découvert par l'astronome allemand Walter Baade le 23 octobre 1924. Son orbite est parfaitement déterminée, et son dernier passage près de la Terre s'est fait à une distance de 0,374 097 ua (55 964 100 km ; 34 774 500 mi) le 13 octobre 2024. Il s'agit d'un astéroïde Amor et d'un astéroïde aréocroiseur qui passera à 0,028 68 ua (4 290 000 km, 2 666 000 mi) de la planète Mars le 16 décembre 2176.

## Nom
Son nom international, Ganymed, est l'orthographe allemande de Ganymède, personnage de la mythologie grecque, amant de Zeus et échanson des dieux dont la beauté est devenue proverbiale. La lune de Jupiter Ganymède porte le même nom mais est désignée internationalement sous le nom Ganymede qui est l'orthographe anglaise.

## Caractéristiques physiques
En raison de sa date de découverte précoce, Ganymède a une riche histoire en termes d'observations. Un article publié en 1931 publiait sa magnitude absolue, basée sur les observations de l'époque à +9,24, soit légèrement plus brillante que la valeur actuelle qui est de 9,45. Ganymède est un astéroïde de type S, ce qui signifie qu'il est relativement réfléchissant et composé de silicates de fer et de magnésium. Les mesures spectrales permettent de classer Ganymède dans le sous-type spectral S (VI), indiquant une surface riche en orthopyroxènes et possiblement en métaux (même si leur présence en surface n'est pas visible à ce jour dans les spectres obtenus ce qui ne remet pas en cause leur présence en profondeur).
En 1998, les observations radar de Ganymède par le radiotélescope d’Arecibo ont produit des images de l'astéroïde, révélant un objet grossièrement sphérique. À cette époque, une étude des courbes de lumière dans le visible (basée sur la variation de l'intensité lumineuse au cours du temps) et des courbes de polarisation de plusieurs astéroïdes furent effectuées mais les données pour Ganymède se sont révélées limitées à cause du mauvais temps. L'étude a conclu qu'il y avait une faible corrélation entre la courbe de lumière et la courbe de polarimétrie fonction de l'angle de rotation. Comme la polarisation dépend du terrain et de la composition de la surface, plutôt que de la taille observée de l'objet ou de la courbe de lumière, cela suggère que les caractéristiques de surface de l'astéroïde sont approximativement uniformes sur la surface observée.
Des observations plus récentes de la courbe de lumière de Ganymède, rapportées en 2007, confirment une période de rotation de 10,314 ± 0,004 h et une amplitude de courbe de lumière de 0,12 mag.
L'occultation d'une étoile par Ganymède a été observée en Californie le 22 août 1985.